# 辻啓
辻 啓（つじ けい、1983年6月28日 - ）は、大阪府堺市西区出身のフォトグラファー、ライター、翻訳家、通訳者、解説者。有限会社 梛（なぎ）代表。

## 経歴
関西外国語大学在学中の2004年にイタリア留学を経験し、ロードレースの世界にのめり込む。
帰国後は東京都内でバイシクルメッセンジャーとして活動する傍ら、自転車メディアや関連メーカーをクライアントとして英語とイタリア語の翻訳業をスタート。やがて写真撮影に主軸を置き、2009年から海外レースの取材を始める。以降、ツール・ド・フランスやジロ・デ・イタリアをはじめ世界各国のロードレースを取材。現地では撮影の他にも執筆や解説も行い、様々な方法でロードレースの魅力を伝えることを模索している。
自身も生粋のサイクリストであり、仕事のオフシーズンである冬場にはシクロクロスにも参戦する。